# Ingrid Landmark Tandrevold
Ingrid Landmark Tandrevold, född 23 september 1996, är en norsk skidskytt som debuterade i världscupen i mars 2016. Hennes första världscupseger kom i mixstafett tillsammans med det norska laget den 26 november 2017 i Östersund i Sverige.
Tandrevold vann silver i sprint vid VM i Östersund 2019.